# Roy Tolud
Roy Tolud (Suriname, ca. 1951 – aldaar, omstreeks 1999) was een Surinaams militair en een van de 16 plegers van de Sergeantencoup in Suriname van 25 februari 1980. Hij gaf leiding aan de kanonneerboten die vanaf de Surinamerivier het hoofdkantoor van politie in brand schoten. Hij zou eveneens betrokken zijn geweest bij de Decembermoorden in 1982, en deel hebben uitgemaakt van het vuurpeloton dat was belast met de executies. In 1999 is Tolud verdwenen; hij wordt verondersteld te zijn overleden.

## Geruchten over levensloop
Over Tolud zijn voornamelijk geruchten bekend. Deze geven aan in welke richting zijn levensloop zich na 1982 mogelijk heeft ontwikkeld.
- In 1988 werd bekend dat Tolud betrokken zou zijn bij doorvoer van cocaïne. Andere betrokkenen zouden zijn: Desi Bouterse, Ruben Rozendaal, Steven Dendoe, Marcel Zeeuw, Ramon Abrahams, Paul Bhagwandas en Harvey Naarendorp.[bron?]
- In 1989 zou hij met vrienden vier Brazilianen hebben vermoord om ze cocaïne afhandig te maken.
- Hij zou vijf vrienden van Desi Bouterse hebben gedood.
- Volgens Evert Tjon zou Bouterse Tolud hebben laten vermoorden.[2] Hij zou met auto en al in de jungle zijn begraven.[1]